# Ají de gallina
L'ají de gallina (français : « poule au piment ») est un mets traditionnel de la cuisine péruvienne, (el ají étant le nom du piment dans certains pays d'Amérique du Sud), qui a subi des influences espagnoles et françaises. Ce plat est originaire de la ville de Lima, mais il est très répandu dans l'ensemble du Pérou. Le piment de l'espèce Capsicum baccatum est le plus utilisé, au moment où sa maturation lui donne une couleur jaune orangé.

## Origines
Avec la révolution de 1789, plusieurs chefs cuisiniers français se trouvent sans travail après l'exécution des aristocrates pour lesquels ils ont travaillé. Certains d'entre eux s'exilent en Amérique, et notamment au Pérou où ils sont engagés par des familles créoles.
La cuisine péruvienne profite de ces apports et s'enrichit ; de nouvelles recettes, dont l'ají de gallina, apparaissent et deviennent peu à peu des plats populaires.

## Préparation
La préparation est souvent constituée de viande de volaille, poule ou poulet, préalablement cuite à l'eau dont le blanc est effiloché dans le sens de la fibre. Des piments orange (Aji Mirasol) sont débarrassés de leurs graines et nervures, celles-ci étant trop piquantes, puis blanchis par deux fois.
Dans un mixer, on mélange jusqu'à obtention d'une sauce crémeuse les piments refroidis, un peu de lait pour détendre, parfois un peu de fromage frais d'Arequipa et des biscuits salés Soda d'une marque péruvienne, ou simplement de la chapelure bien fine.
Les deux préparations, la viande effilochée et la sauce crémeuse au piment orange, sont ensuite mélangées.
Cette sauce peut aussi servir pour une autre recette péruvienne, la papa a la huancaina.